# WebOS
LG webOS ist sowohl ein Betriebssystem für verschiedene computerbasierende Geräte wie Smartphones, Tabletcomputer, Smart-TVs, Smart-Displays, elektronische Werbetafeln etc. als auch eine IoT-Plattform. Die webOS Open Source Edition (webOS OSE) ist eine quelloffene Ausgabe des Systems unter Apache-Lizenz.
Das auf dem Linux-Kernel aufsetzende System benutzt WebKit und Webtechniken (HTML, CSS, JavaScript etc.), um eine grafische Umgebung bereitzustellen, die auf die Bedienung per kapazitivem Touchscreen durch Multi-Touch-Gesten ausgelegt ist. Der Name webOS steht für die tiefe Integration von Webtechniken und Internetdiensten.
Ursprünglich wurde webOS von Hersteller Palm entwickelt. Nach der Übernahme von Palm durch HP erfolgte eine Umbenennung von Palm webOS zu HP webOS. Der neue Besitzer HP entwickelt webOS praktisch nicht ernsthaft weiter; veröffentlichte aber erstmals eine quelloffene Ausgabe des Systems unter dem Namen Open webOS. Beim Verkauf an LG behielt HP die Patente an webOS, welche mittlerweile an Qualcomm übergingen.
Auf der Basis von Open webOS entstand LuneOS, ein von der WebOS-Ports-Gemeinschaft entwickelter Ableger, bei dem Komponenten von Open webOS durch Android-Komponenten ergänzt/ausgetauscht werden.

## Geschichte Palm webOS
Die letzte öffentliche Version 5.4 von Palm OS unterstützte nur zwei Verbindungsprofile und somit bei Smartphones (mit GPRS und Bluetooth) kein zusätzliches UMTS oder integriertes GPS. Dadurch konnte die Hardware-Ausstattung der späteren Palm-Geräte nicht mehr mit der anderer Hersteller mithalten. Palm entwickelte daher unter dem Codenamen Nova das neue Betriebssystem webOS. Der Name steht stellvertretend für die tiefe Integration von Internetdiensten sowie die Einbindung von Webtechniken in das auf Basis von Linux entwickelte Betriebssystem und die Benutzeroberfläche. Das Betriebssystem wurde zusammen mit dem ersten Smartphone auf der Consumer Electronics Show am 8. Januar 2009 in Las Vegas vorgestellt. Das Palm Pre erschien im Juni 2009.

## Geschichte HP webOS
Am 18. August 2011 kündigte HP unter Führung von Léo Apotheker als neuer Eigentümer von Palm, das Ende von Tablets und Smartphones mit webOS an. Am 9. Dezember 2011 gab HPs neuer CEO Meg Whitman die Veröffentlichung von WebOS als Open-Source-Software bekannt. 2012 wurde es von HP als Open-Source-Software veröffentlicht unter dem Namen Open webOS.

## Geschichte LG webOS
Im Oktober 2012 wurde bekannt, dass LG an einem Fernseher mit Open WebOS als Softwareplattform arbeitete. WebOS wurde im Februar 2013 durch LG gekauft. Im Januar 2014 wurden von LG erste Fernseher mit WebOS vorgestellt.
Im Jahr 2017 wurde ein Kühlschrank mit WebOS vorgestellt. Im Januar 2024 gab LG bekannt, dass seine TV-Geräte mindestens über einen Zeitraum von fünf Jahren die jeweils aktuelle webOS-Version erhalten werden und bereits rückwirkend für einige Modelle aus dem Jahre 2022 damit begonnen wird.

## Merkmale
WebOS ist ein Multitasking-Betriebssystem, basierend auf einem Linux-Kernel. Die grafische Benutzeroberfläche wurde auf der Basis von WebKit entwickelt. Mehrere gleichzeitig geöffnete Anwendungen lassen sich über eine Live-Vorschau durchblättern. Die Bedienung erfolgt durch Fingergesten auf einem Touchscreen. Das Betriebssystem ist für die einfache Interaktion mit Internetdiensten optimiert und verfügt über umfassende Funktionen zur Nutzung von Onlinediensten wie Online-Datenspeicher, -Kalender, -Kontaktverwaltung, sowie sozialen Netzwerken.

### Synergy
Alle PIM-Daten werden auf dem Gerät gespeichert und ständig mit Internetdiensten wie z. B. Gmail synchronisiert. Mit Hilfe einer Synergy genannten Technik können sämtliche Informationen, beispielsweise aus unterschiedlichen Kalendersystemen wie Exchange und Google Calendar, übersichtlich in einer Anwendung zusammengefasst werden. Synergy verknüpft Kontaktdaten, Kalenderereignisse und E-Mails aus verschiedensten Quellen (u. a. Exchange, Gmail, Hotmail, Yahoo, Facebook).

### Benachrichtigungen
Über einen Notification Manager werden Erinnerungen oder Ereignisse wie neue E-Mails im unteren Bereich des Bildschirms, der „notification bar“, eingeblendet und das Programmfenster darüber verkleinert. Die jeweils aktuelle Anwendung wird bei Nachrichten weder verlassen noch gestört. Jede Benachrichtigung, die Benutzereingaben erfordert (eingehender Anruf, Kalendererinnerung, Wecker usw.) kann stummgestellt werden, ohne explizit verworfen zu sein (Klingelton ausgestellt, erneute Erinnerung usw.). Die Icons bleiben in diesem Fall in der Notification Bar. HP Palm nennt dies „unobtrusive notifications“ in Anspielung auf Apples „Push notification“, die vor Version 5 von iOS lediglich eine sofortige Beantwortung oder ein Verwerfen der Benachrichtigung erlaubten.

### App Catalog
Der HP App Catalog bot Apps für das jeweilige webOS-Gerät. Der App-Katalog für Betriebssystem-Versionen für Smartphones enthält einige tausend, der für Version 3.x für das HP Touchpad wenige tausend Applikationen, darunter auch eine für den Amazon Kindle sowie Office-Programme. Einmal gekaufte Applikationen für das Smartphone installieren sich automatisch bei Profilsynchronisation auch auf dem HP Touchpad und laufen dort in einer emulierten Umgebung.
HP führte im Juni 2011 ein digitales Magazin namens webOS Pivot ein, das in redaktionell erarbeiteten Artikeln verschiedene Apps vorstellte. Dieses Magazin wurde im Rahmen des Strategiewechsels im November 2011 wieder eingestellt.

### Webbrowser
Der Webbrowser in webOS verwendet wie die Benutzeroberfläche die quelloffene Rendering-Bibliothek WebKit. Der Browser kann Flash-Inhalte auf der Website und in Bildschirmgröße darstellen und unterstützt Multi-Touch-Gesten. Über den App-Katalog gibt es auch Alternativ-Browser.

## Versionsgeschichte
| Version | Veröffentlichung | Beschreibung |
| ------- | --- | --- |
| 1.0.1   | RTM | Das drahtlos verteilte Update (OTA) auf Version 1.0.2 war bereits am ersten Verkaufstag verfügbar. Einige Palm Pres wurden mit Version 1.0.2 ausgeliefert, andere wurden direkt automatisch aktualisiert. |
| 1.0.2   | 5. Juni 2009 | Drahtlos-Update (OTA) für das Palm Pré. |
| 1.0.3   | 19. Juni 2009 | Drahtlos-Update (OTA) für das Palm Pré. |
| 1.0.4   | 29. Juni 2009 | Drahtlos-Update (OTA) für das Palm Pré. |
| 1.1.0   | 23. Juli 2009 | Erste Version zum Marktstart bei Bell Kanada |
| 1.1.2   | RTM für den Palm Pre von O2 | Version 1.2 war in den USA bereits verfügbar, als der Verkaufsstart des Palm Pre in Europa mit webOS 1.1.2 stattfand. Zu diesem Zeitpunkt wurde über ein drahtloses Update (OTA) direkt Version 1.1.3 eingespielt. |
| 1.1.3   | 13. Oktober 2009 | Drahtloses Update (OTA) für GSM-Palm-Pres in Europa. Automatisch eingespielt vom Verkaufstag an. Zu diesem Zeitpunkt war in den USA bereits webOS 1.2 verfügbar. |
| 1.2.0   | 28. September 2009 | Mit diesem Update wurde es möglich, im integrierten Palm App Katalog Applikationen für Geld anzubieten und zu erwerben. |
| 1.2.1   | 2. Oktober 2009 bei Sprint, 6. Oktober 2009 bei Bell Canada | |
| 1.2.9.1 | Pixi RTM | Diese Version erschien nur für das Palm Pixi. Zum Verkaufsstart war bereits 1.3.1 als Drahtlos-Update (OTA) verfügbar. |
| 1.3.1   | 14. November 2009 bei Sprint und Bell Kanada 22. November 2009 bei O2 Europa. Das erste Drahtlos-Update (OTA) nach Version 1.1.3 für die europäischen Netzbetreiber. | |
| 1.3.2   | 2. Dezember 2009 | Ein Update nur für Pixi-Geräte. |
| 1.3.3   | Nicht veröffentlicht | In der Liste der Palm Open Source Packages als veröffentlicht aufgeführt, aber nie bei einem der Netzbetreiber erschienen. |
| 1.3.5   | 28. Dezember 2009 | Nur verfügbar für den Netzbetreiber Sprint. |
| 1.3.5.1 | 4. Januar 2010 bei Sprint, 5. Januar bei Bell Kanada, 25. Januar für Verizon                                                                                         | Nur in Nordamerika veröffentlicht |
| 1.3.5.2 | 12. Januar 2010 | Nur in Europa veröffentlicht |
| 1.3.8   | Pre-Release | Diese Version scheint ein unveröffentlichtes Pre-Release für den Palm Pre und Pixi für AT&T gewesen zu sein. |
| 1.4.0   | 26. Februar 2010 bei Sprint, O2, Movistar, 28. Februar 2010 bei Verizon, 4. März 2010 bei Bell Kanada, 5. März 2010 bei Telcel Mexico                                | Diese Version ist die neueste verfügbare für Palm Pres von Telcel Mexiko. |
| 1.4.1   | 31. März 2010 in Europa, 1. April 2010 in Canada | Nur für Europa und Kanada |
| 1.4.1.1 | 31. März 2010 bei Sprint, 29. April 2010 for Verizon | Nur für die USA. |
| 1.4.1.2 | Pre-Release | Auf einem Vorserien-Vodafone Pixi Plus gesehen. Funktionen wahrscheinlich wie in Version 1.4.1.1. |
| 1.4.1.3 | RTM für das O2 Pixi Plus | Nur für das O2 Pixi Plus. Funktionen weitgehend wie bei Version 1.4.1.1. |
| 1.4.2   | RTM für das AT&T Pre Plus | Nur für das AT&T Pre Plus. Funktionen weitgehend wie bei Version 1.4.1.1. |
| 1.4.3   | RTM für das AT&T Pixi Plus | Nur für das AT&T Pixi Plus. Funktionen weitgehend wie bei Version 1.4.1.1. |
| 1.4.5   | 14. Juli 2010 | Beginnend im Juli 2010 wurde dieses Update für verschiedene Geräte zur Verfügung gestellt. Zuletzt wurde es für das AT&T Pixi Plus im Oktober 2010 eingespielt. Die Geräte einiger Netzbetreiber (z. B. Telcel Mexiko) haben das Update nie veröffentlicht. Es ist das letzte Update, das für das Palm Pre und Pixi sowie das Pixi Plus zur Verfügung gestellt wurde. In Europa, auch in Deutschland, erhielten die Pre-Plus-Geräte ein weiteres Update auf Version 2.1. |
| 1.4.5.1 | 9. Mai 2011 | Fehlerkorrekturen, keine neuen Funktionen. Aktuelle Betriebssystem-Version für das Palm Pre, Pre Plus, Pixi und Pixi Plus. |
| 2.0.0   | 22. Oktober 2010 | Die RTM-Version zum Verkaufsstart des Pre 2. |
| 2.0.1   | 19. November 2010 | Eine RTM-Version für das Pre 2 oder einige nicht vertragsgebundene Geräte. |
| 2.1.0   | 8. März 2011 | Drahtlos-Update (OTA) für das Pre 2. Für das Pre Plus bei O2 Deutschland und Vodafone Europa ist diese Version als Update wegen grundlegender Änderungen des Systems zwischen den Versionen 1.x und 2.x nicht drahtlos, aber zum Download und Einspielen über einen PC verfügbar. |
| 2.1.2   | 15. Mai 2011 | RTM-Version für das HP Veer |
| 2.2     | 17. August 2011 | RTM-Version für das HP Pre 3 |
| 2.2.3   | 28. September 2011 | Drahtlos-Update (OTA) für das HP Pre 3 |
| 2.2.4   | 9. Dezember 2011 | Drahtlos-Update (OTA) für einige Palm Pre 2 sowie für das HP Pre 3. |
| 3.0     | 1. Juli 2011 | Vorinstallierte Version zum Verkaufsstart des Tablet-Gerätes HP TouchPad. Version 3.x unterstützte erstmals das Teilen von Inhalten zwischen Smartphones und Tablet via Antippen (Touch-to-share) sowie einen im Betriebssystem eingebauten Skype-Client für Videochats, Telefonate und Chats, der in webOS synergy implementiert wurde. |
| 3.0.2   | 1. August 2011 | Drahtlos-Update (OTA) für das HP TouchPad. Geschwindigkeits-Verbesserungen und Fehlerkorrekturen. Verbesserter Musik- und Videoplayer. |
| 3.0.4   | 18. Oktober 2011 | Ein Drahtlos-Update (OTA) für das HP Touchpad. Erste Version, die auch erweiterte Bluetooth-Verbindungen zu Mobiltelefonen erlaubt, die nicht webOS als Betriebssystem haben. Neue Applikation für Fotos und Videos mit der Frontkamera am HP Touchpad. Ergänzung der Unterstützung zum Abspielen der offenen Audioformate Ogg Vorbis und FLAC. |
| 3.0.5   | 13. Januar 2012 | Drahtlos-Update (OTA) für das HP Touchpad. Fehlerkorrekturen und Programm-Verbesserungen. Unterstützung von HTML5 sowohl im Hoch- als auch Querformat. Warnungen vor geringem Speicherplatz wurden ergänzt. |
| 3.5     | 2017 | Magic Link, Virtual Reality, gesteigerte Performance |
| 4.0     | 2018 | (AI ThinQ): künstliche Intelligenz, Sprachsteuerung, 2. Gen. der Magic Remote, gesteigerte Performance |
| 4.5     | 2019 | |
| 5.0     | 2020 | AI Picture Pro, AI Sound Pro und AI Brightness Control, G-Sync, FreeSync, VRR / ALLM / BFI, HDMI 2.1 (40Gbit/s.) |
| 5.2     | 2021 | LG OLED BX/CX/GX |
| 6.0     | 2021 | LG OLED A1/C1/G1 |
| 22      | 2022 | LG OLED / LG NanoCell / LG UHD TV |
| 23      | 2023 | LG OLED / LG NanoCell / LG UHD TV / LG QNED |
| 24      | 2024 | LG OLED / LG NanoCell / LG UHD TV / LG QNED |

### Softwareentwicklung
Mit einem SDK namens Mojo Application Framework können Anwendungen in den Sprachen HTML5, CSS und JavaScript entwickelt werden. 2011 ersetzte HP das Mojo Framework durch Enyo mit einigen Funktionserweiterungen.
Ares ist eine zusätzliche Integrierte Entwicklungsumgebung, mit der Anwendungen direkt im Browser entwickelt werden können. Eine Installation des SDKs ist nicht mehr nötig. Um die Anwendungen testen zu können, ist in Ares ein webOS-Emulator integriert. Ares funktioniert mit den Webbrowsern Firefox, Safari und Chrome.
Seit Juni 2014 wird von LG das „webOS TV SDK“ angeboten.

### Plug-In Development Kit (PDK)
Seit März 2010 steht mit dem „Plug-In Development Kit“ auch die Möglichkeit offen, C- oder C++-Code in Anwendungen zu verwenden für die Portierung bereits bestehender Anwendungen von anderen Plattformen.
WebOS ist nicht abwärtskompatibel zu Palm OS, jedoch gibt es einen Emulator „Classic“ für Palm-OS-Programme, der laut Produktmanager Paul Cousineau Palm-OS-Anwendungen auf dem Pre auszuführen in der Lage ist. Der Hersteller von „Classic“, die Firma MotionApps, hat die Software an Palm verkauft und den Vertrieb der Applikation eingestellt. MotionApps gibt an, dass „Classic“ unter webOS 2 nicht mehr lauffähig ist.

## Geräte

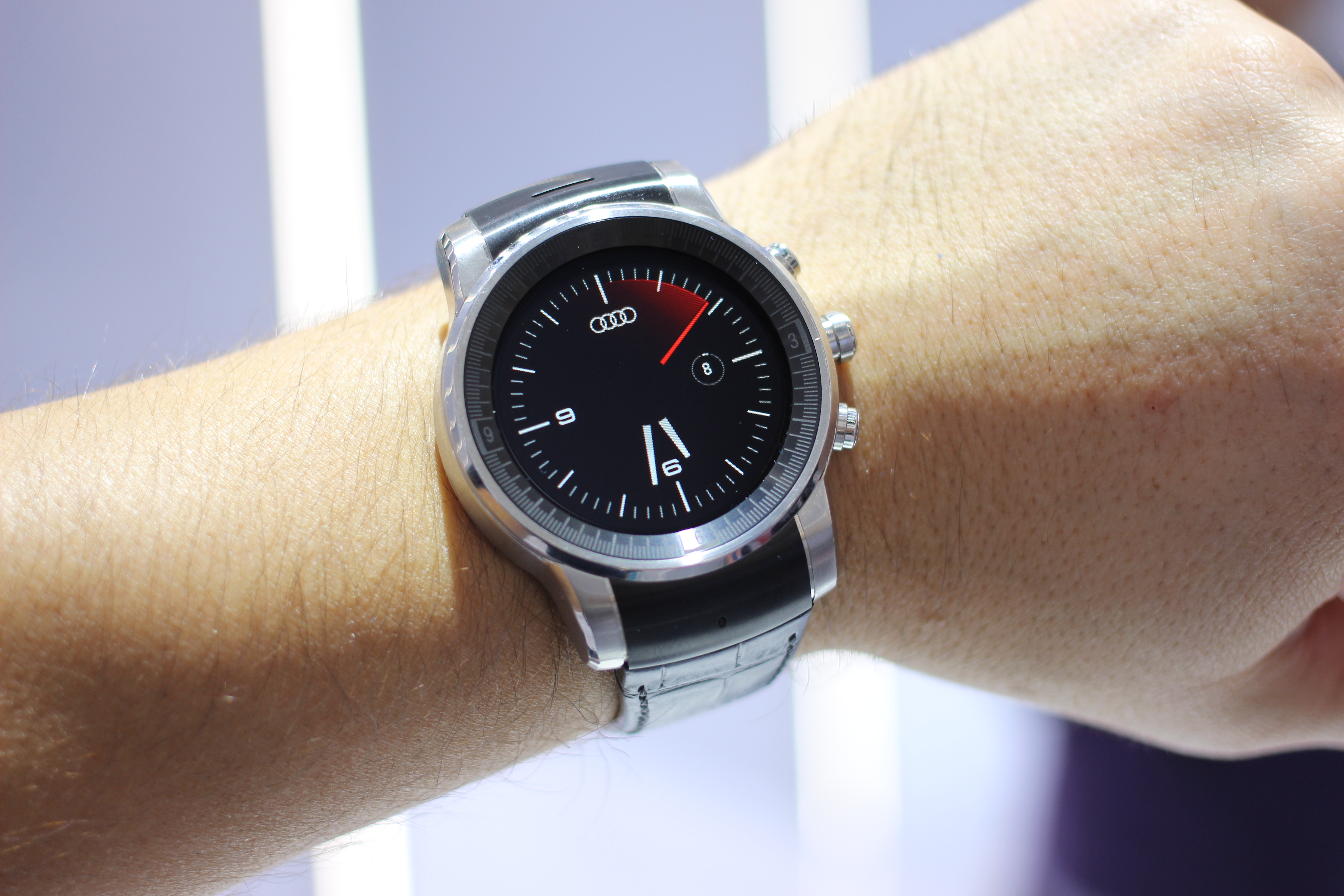
Smartwatch-Prototyp mit webOS

- Palm Pre (webOS 1.x) und Palm Pre Plus (webOS 1.x und 2.x): Das erste Gerät, das mit webOS ausgeliefert wurde, war das Palm Pre. Die Auslieferung begann am 6. Juni 2009 in den USA in Zusammenarbeit mit dem Netzbetreiber Sprint Nextel.[61] In Deutschland war das Palm Pre ab dem 13. Oktober 2009 bei O2 und Simyo zu erwerben.[62] An der CES 2010 wurde das Palm Pre Plus vorgestellt, das im Unterschied zu seinem Vorgänger doppelt so viel Arbeitsspeicher (512 MB) und Speicherplatz (16 GB) hatte.
- Palm Pixi und Palm Pixi Plus (webOS 1.x): Im Herbst 2009 brachte Palm als zweites Smartphone mit webOS, das Palm Pixi, in den USA auf den Markt.[63] Es zeichnete sich dadurch aus, dass es eine Tastatur unter einem verkleinerten kapazitiven Touchscreen ohne Slider-Mechanismus hatte. Das Palm Pixi Plus wurde zusammen mit dem Palm Pre Plus auf der CES 2010 vorgestellt. Es erhielt im Unterschied zu seinem Vorgänger WLAN-Unterstützung und war in Deutschland bei O2 und Vodafone erhältlich.
- Palm Pre 2 (webOS 2.x): Das Nachfolgemodell des Palm Pre Plus sollte mit verbesserter Verarbeitung, erstmals mit einem Bildschirm aus dem bei hochqualitativen Smartphones wie dem iPhone üblichen Corning Gorilla Glass und überarbeiteter Hard- und Software einigen Kritikpunkten an den vorherigen Geräten Rechnung tragen. Verfügbar seit Oktober 2010.
- HP Veer (webOS 2.x): Eine stark verkleinerte Version des Palm Pre 2 mit einem 2,6-Zoll-Touchscreen (320×400 Pixel) mit nochmals aktualisierter Hardware und Software. Das HP Veer war das kleinste Smartphone mit seinem Funktionsumfang, unterstützte weiterhin den HP Touchstone zum induktiven Laden und verfügte über einen Anschluss für ein magnetisches Ladekabel. Das Gerät erschien mit sehr großer Verzögerung. Mit der Einstellung der Entwicklung durch HP wurden sämtliche Geräte zu einem stark reduzierten Preis (in Deutschland 60 Euro pro Gerät) 2011 abverkauft.
- HP Pre 3 (webOS 2.x), als Nachfolgemodell des in den USA nie erschienenen Palm Pre 2 war das Erscheinen dieses Geräts infolge des Verkaufsstarts des HP Veer geplant. Das Smartphone mit 3,58-Zoll-Touchscreen (800×480 Pixel) ging schließlich nur in seiner GSM-Version in Frankreich und später in Deutschland und Großbritannien in geringen Stückzahlen in den Verkauf. Die bereits hergestellten Geräte für AT&T und Verizon in den USA durften nicht mehr verkauft werden. In Europa wurden alle verfügbaren Geräte innerhalb kürzester Zeit zu stark reduzierten Preisen (in Deutschland 80 Euro pro Gerät) abverkauft.
- HP TouchPad (webOS 3.x), ein 9,7-Zoll-Tablet (1024×768 Pixel kapazitiver Gorilla-Glass-Touchscreen) in Ausführungen mit 16 GB und 32 GB Speicherplatz und 1 GB RAM, WLAN und Bluetooth und 2-Kern-Prozessor, das softwareseitig insbesondere die Funktionen Touch to share, den Informationsaustausch mit webOS-Telefonen durch Antippen sowie mit webOS 3.0 eine vollständig überarbeitete Softwareversion erhielt. Das HP Touchpad integriert sich nahtlos mit einem per Bluetooth verbundenen webOS-Smartphone in der näheren Umgebung. Die Herstellung des Gerätes wurde von HP wenige Wochen nach Erscheinen wieder eingestellt. Die produzierten Geräte wurden zu stark reduzierten Preisen zunächst in den USA, dann auch in Europa innerhalb kürzester Zeit abverkauft. Nach dem Produktionsstopp wurden weiterhin Software-Updates ausgeliefert.